# SN 2003ip
SN 2003ip – supernowa typu II odkryta 1 października 2003 roku w galaktyce UGC 327. W momencie odkrycia miała maksymalną jasność 16,50m.